# Isabelle Pinson
Isabelle Pinson (Paris, 26 de junho de 1769 - Saint-Germain-lès-Corbeil, 18 de novembro de 1855) foi uma pintora francesa. Especialista em retratos e cenas de gênero, expôs no Salão de Paris de 1796 a 1812.